# تاتسويا إيشيكاوا
تاتسويا إيشيكاوا (باليابانية: 石川 竜也) (25 ديسمبر 1979 في فوجيدا في اليابان – )؛ هو لاعب كرة قدم ياباني سابق كان يلعب كمدافع.

## وصلات خارجية
- تاتسويا إيشيكاوا على موقع الاتحاد الدولي (مؤرشف)  (الإنجليزية)
- تاتسويا إيشيكاوا على موقع رابطة كرة القدم اليابانية للمحترفين (اليابانية)
- تاتسويا إيشيكاوا على موقع قاعدة بيانات كرة القدم.إي يو (الإنجليزية)
- تاتسويا إيشيكاوا على موقع Soccerway.com (الإنجليزية)
- تاتسويا إيشيكاوا على موقع عالم كرة القدم.نت (الإنجليزية)
- تاتسويا إيشيكاوا على موقع كووورة